# Sonata de iglesia n.º 17 (Mozart)
La Sonata de iglesia n.º 15 en do mayor, K. 336/336d, es una sonata de iglesia en un único movimiento, escrita por Wolfgang Amadeus Mozart en el mes de marzo del año 1780, cuando tenía veinticuatro años de edad. La pieza fue compuesta en Salzburgo, para su uso por parte del príncipe-arzobispo Hieronymus von Colloredo, a cuyo servicio trabajaba Mozart desde 1772.

## Características
La obra está escrita en compás de compasillo binario, con una indicación de tempo de Allegro. Presenta una extensión de ciento dieciocho compases y, como la mayor parte de las sonatas de iglesia mozartianas, está escrita para dos violines, órgano, y bajos (violonchelo y contrabajo, y fagot ad libitum).